# Happy hardcore

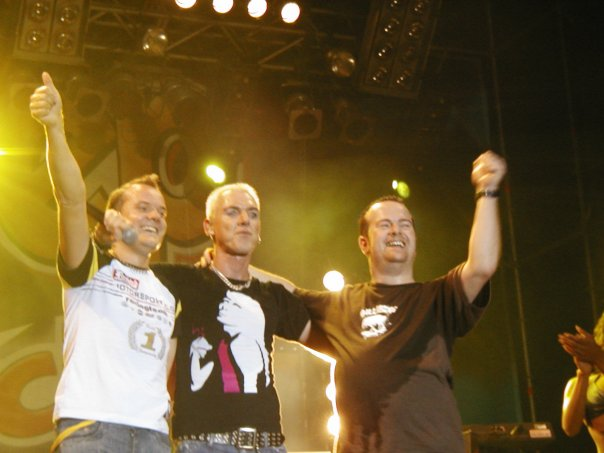
Scooter, uma das bandas do estilo happy hardcore mais populares.

O happy hardcore, também conhecido como happycore, é um gênero musical caracterizado por um andamento acelerado (geralmente entre 160–180 BPM), cuja batida vem muitas vezes acompanhada por vocais solo e letras sentimentais. Sua melodia "alegre", de batida 4/4, o diferencia da maioria dos outros subgêneros do hardcore techno, que tendem a ser mais "sóbrios". O happy hardcore se caracteriza por um modo musical em escala maior, tal como o jônio ou o lídio. Em sua forma original, este estilo musical tinha muitas vezes como característica principal os riffs de piano, batidas sintéticas e efeitos dispersos. Este gênero musical é muito próximo do estilo típicamente holandês do gabber. O happy hardcore evoluiu a partir do breakbeat hardcore por volta de 1991–1993, na medida em que os estilos influenciados pela house music adquiriam uma batida mais acelerada e passavam a incluir breakbeats, o que levou à emergência do oldschool jungle que por sua vez evoluiu para o drum and bass. Os músicos mais proeminentes desse estilo incluem, S3RL, Scott Brown, Darren Styles, Hixxy, DJ Paul Elstak, Scooter, Party Animals e Charly Lownoise and Mental Theo.

## Eventos de happy hardcore
- Raver Baby
- Helter Skelter
- UKHITUS
- Moon Dance
- Dreamscape
- World Dance
- Slammin Vinyl
- Rain dance
- Epidemik
- Hardcore Til I Die
- United Dance
- Neko Nation